# ژانگ لیانگلیانگ
ژانگ لیانگلیانگ (انگلیسی: Zhang Liangliang؛ زادهٔ ۱ اکتبر ۱۹۸۲) شمشیرباز اهل چین بود. وی در بازی‌های المپیک تابستانی ۲۰۱۲ شرکت کرده‌است.